# Федорченко Вадим Олександрович
Вади́м Олекса́ндрович Федо́рченко (26 грудня 1994, с. Павлівка, Близнюківський район, Харківська область, Україна — 9 лютого 2015, с. Логвинове, Бахмутський район, Донецька область, Україна) — старший солдат Збройних сил України, учасник російсько-української війни.

## Життєпис
Народився 1994 року у родині хліборобів Олександра Миколайовича та Тетяни Миколаївни в селі Павлівка на Харківщині. Закінчив Верхньосамарську загальноосвітню школу І—ІІІ ступенів у сусідньому селі. 2012 року вступив на навчання до Лозівського ліцею, за фахом рихтувальник кузовів та електрозварник. Того ж року був зарахований на заочне відділення Лозівського автодорожнього коледжу, факультет «Ремонт двигунів».
14 жовтня 2013 року був призваний на строкову військову службу, та вже під час війни, 3 серпня 2014 року, підписав контракт до кінця особливого періоду.
Старший солдат, водій 101-ї окремої бригади охорони ГШ, в/ч А0139, м. Київ.
Проходив службу в Краматорську, а з 2 грудня 2014 року — в Дебальцевому.
9 лютого 2015 року о 8:00 з території базового табору штабу сектору «С» в складі колони вантажних автомобілів виїхав на автомобілі КАМАЗ 4310 («Шайтан», військовий номер 0391 А1) разом зі старшим машини майором Микитою Недоводієвим. Автомобіль рухався за маршрутом Дебальцеве — Артемівськ — Краматорськ — Ізюм — Харків по шини до БТРів. На ділянці траси Дебальцеве — Артемівськ, у верхній частині «дебальцівського виступу» біля села Логвинове колона потрапила у засідку диверсійно-розвідувальної групи і була знищена потужним вогнем з артилерії та стрілецької зброї противника. З того часу старший солдат Федорченко вважався зниклим безвісти.
Наприкінці липня 2019 року за допомогою молекулярно-генетичного порівняльного аналізу встановлено, що одне з тіл військовослужбовців, вивезених 13 березня 2015 року з району Дебальцевого, не ідентифікованих та похованих на Краснопільському кладовищі міста Дніпро, належить саме Вадимові Федорченку.
14 вересня 2019 року воїна перепоховали в рідному селі.
Залишились батьки, молодші брат і сестра.

## Нагороди та відзнаки
- Орден «За мужність» III ступеня (05.11.2019, посмертно), — за особисту мужність і самовіддані дії, виявлені у захисті державного суверенітету та територіальної цілісності України[2][3].
- Нагрудний знак «За взірцевість у військовій службі» III ступеня.
- Нагрудний знак «Ветеран війни».
- Медаль «За жертовність і любов до України» УПЦ КП (посмертно).

## Вшанування пам'яті
- 11 жовтня 2019 року на Алеї Слави 101-ї окремої бригади охорони ГШ у Києві відкрили меморіальну дошку полеглому воїну Вадимові Федорченку[4][5].